# Ireneusz Pękalski
Ireneusz Józef Pękalski (ur. 9 marca 1950 w Tomaszowie Mazowieckim) – polski duchowny rzymskokatolicki, doktor prawa kanonicznego, rektor Wyższego Seminarium Duchownego w Łodzi w latach 1993–2000, biskup pomocniczy łódzki w latach 2000–2025, od 2025 biskup pomocniczy senior archidiecezji łódzkiej.

## Życiorys
Urodził się 9 marca 1950 w Tomaszowie Mazowieckim. W 1968 ukończył tamtejsze II Liceum Ogólnokształcące im. Stefana Żeromskiego. Studiował w Seminarium Duchownym w Łodzi. Święceń prezbiteratu udzielił mu w 2 czerwca 1974 biskup diecezjalny łódzki Józef Rozwadowski. Inkardynowany został do diecezji łódzkiej. Dalsze studia odbył w zakresie prawa kanonicznego w Akademii Teologii Katolickiej w Warszawie i na Papieskim Uniwersytecie Gregoriańskim w Rzymie. Na Wydziale Prawa Kanonicznego rzymskiego uniwersytetu uzyskał w 1981 doktorat.
Pracował jako wikariusz w parafii Ksawerów. Był notariuszem kurii biskupiej w Łodzi, obrońcą węzła małżeńskiego oraz sędzią w trybunale kościelnym. Został sekretarzem rady kapłańskiej i członkiem kolegium konsultorów. Był wicepostulatorem w procesie beatyfikacyjnym Wandy Malczewskiej. W latach 1993–2000 pełnił funkcję redaktora naczelnego „Łódzkich Studiów Teologicznych”. Brał udział w III Synodzie Archidiecezji Łódzkiej. W 1993 otrzymał godność kapelana Jego Świątobliwości, a w 1997 został kanonikiem gremialnym Kapituły Archikatedralnej Łódzkiej.
W Wyższym Seminarium Duchownym w Łodzi prowadził wykłady z prawa kanonicznego i lektoraty łaciny. W latach 1987–1993 był prorektorem, a w latach 1993–2000 rektorem tego seminarium. Prawo kanoniczne wykładał ponadto w Instytucie Teologicznym i w Łódzkim Ośrodku Uniwersytetu Kardynała Stefana Wyszyńskiego w Warszawie.
11 grudnia 1999 papież Jan Paweł II mianował go biskupem pomocniczym archidiecezji łódzkiej ze stolicą tytularną Castellum Tingitii. Święcenia biskupie otrzymał 8 stycznia 2000 w archikatedrze łódzkiej. Udzielił mu ich arcybiskup metropolita łódzki Władysław Ziółek, któremu asystowali arcybiskup Janusz Bolonek, nuncjusz apostolski w Urugwaju, i Adam Lepa, biskup pomocniczy łódzki. Jako zawołanie biskupie przyjął słowa „Omnibus omnia” (Wszystkim dla wszystkich). W archidiecezji objął urząd wikariusza generalnego. W 2014 został ustanowiony dziekanem Kapituły Archikatedralnej Łódzkiej. 8 kwietnia 2025 papież Franciszek przyjął jego rezygnację z obowiązków biskupa pomocniczego łódzkiego.
W strukturach Konferencji Episkopatu Polski został delegatem ds. Duszpasterstwa Kobiet, a ponadto członkiem Komisji ds. Kultu Bożego i Dyscypliny Sakramentów oraz Rady Prawnej i Rady ds. Ekumenizmu.

## Wyróżnienia
W 2014 nadano mu tytuł honorowego obywatela Tomaszowa Mazowieckiego.